# Tizayuca (kommun)
Tizayuca är en kommun i Mexiko.   Den ligger i delstaten Hidalgo, i den sydöstra delen av landet, 50 km norr om huvudstaden Mexico City.
Följande samhällen finns i Tizayuca:
- Tizayuca
- Don Antonio
- El Cid
- Las Plazas
- Olmos
- Ex-Presidentes
- Hacienda los Arcos
- Mogotes
- Loma Bonita
- Villa los Milagros
- La Posta